# Sistema Universitario de Alabama
El Sistema de la Universidad de Alabama es un sistema universitario público en Alabama que coordina y supervisa tres universidades de investigación: la Universidad de Alabama (UA), la Universidad de Alabama en Birmingham y la Universidad de Alabama en Huntsville. Estas universidades matriculan a más de 70.000 estudiantes. El sistema emplea a más de 45.000 empleados en sus tres campus y sistema de salud, lo que lo convierte en uno de los empleadores más grandes del estado.

## Campus
La Universidad de Alabama fue fundada en 1831 en Tuscaloosa y es la universidad pública más antigua del estado de Alabama. En 1936, la UA estableció un centro de extensión en Birmingham, y la Facultad de Medicina de la Universidad de Alabama se mudó allí ese mismo año. En 1950, se estableció otro centro de extensión en Huntsville.
En 1966, el centro de extensión de Birmingham y la Facultad de Medicina se fusionaron para formar la Universidad de Alabama en Birmingham. Sin embargo, todavía se lo trataba como un departamento externo al campus principal en Tuscaloosa. Con la creación del sistema UA en 1969, la UAB se convirtió en una institución totalmente autónoma y el centro de extensión de Huntsville también se convirtió en un campus autónomo de cuatro años como la Universidad de Alabama en Huntsville.
| Instalaciones    | Fundado | Inscripción | Atletismo     | División de la NCAA  |
| ---------------- | ------- | ----------- | ------------- | -------------------- |
| Tuscaloosa (UA)  | 1831    | 38.563      | Marea carmesí | División I SEC       |
| Birmingham (UAB) | 1966*   | 22.080      | Americanas    | División I Americana |
| Huntsville (UAH) | 1969**  | 9.100       | Cargadores    | División II GSC      |

* Comenzó como centro de extensión en 1936, se convirtió en campus de cuatro años en 1966 y totalmente autónomo en 1969. ** Comenzó como centro de extensión en 1950, se convirtió en campus autónomo de cuatro años en 1969.

### La Universidad de Alabama

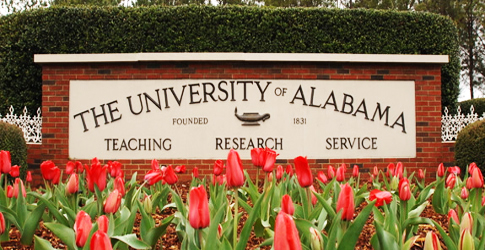
La Universidad de Alabama

Fundada en 1831 y ubicada en Tuscaloosa, Alabama, la Universidad de Alabama (también conocida como Alabama, o coloquialmente como ' Bama ) fue establecida por disposición constitucional bajo mandatos y autorizaciones legales. Su misión es promover la condición intelectual y social de la gente del estado a través de programas de enseñanza, investigación y servicio de calidad. Dentro de Alabama, a menudo se le llama Capstone y UA. Fuera del estado, es bien conocido por sus equipos atléticos que reciben el sobrenombre de "Crimson Tide" (el carmesí es el color primario de la bandera del estado de Alabama y uno de los colores de la escuela).

### Universidad de Alabama en Birmingham
La Universidad de Alabama en Birmingham (UAB) es una universidad pública de investigación que cubre 83 cuadras en la ciudad más grande de Alabama, Birmingham. La universidad está clasificada entre "R1: Universidades de Doctorado - Muy alta actividad investigadora". La UAB es un motor económico vital del estado de Alabama con un impacto anual estimado de 7.150 millones de dólares. La UAB es actualmente el mayor empleador del estado con más de 24.000 profesores y personal y más de 64.000 puestos de trabajo en la universidad y en el sistema de salud. Casi el 10% de los puestos de trabajo en el área metropolitana de Birmingham-Hoover están relacionados con la UAB.

### Universidad de Alabama en Huntsville

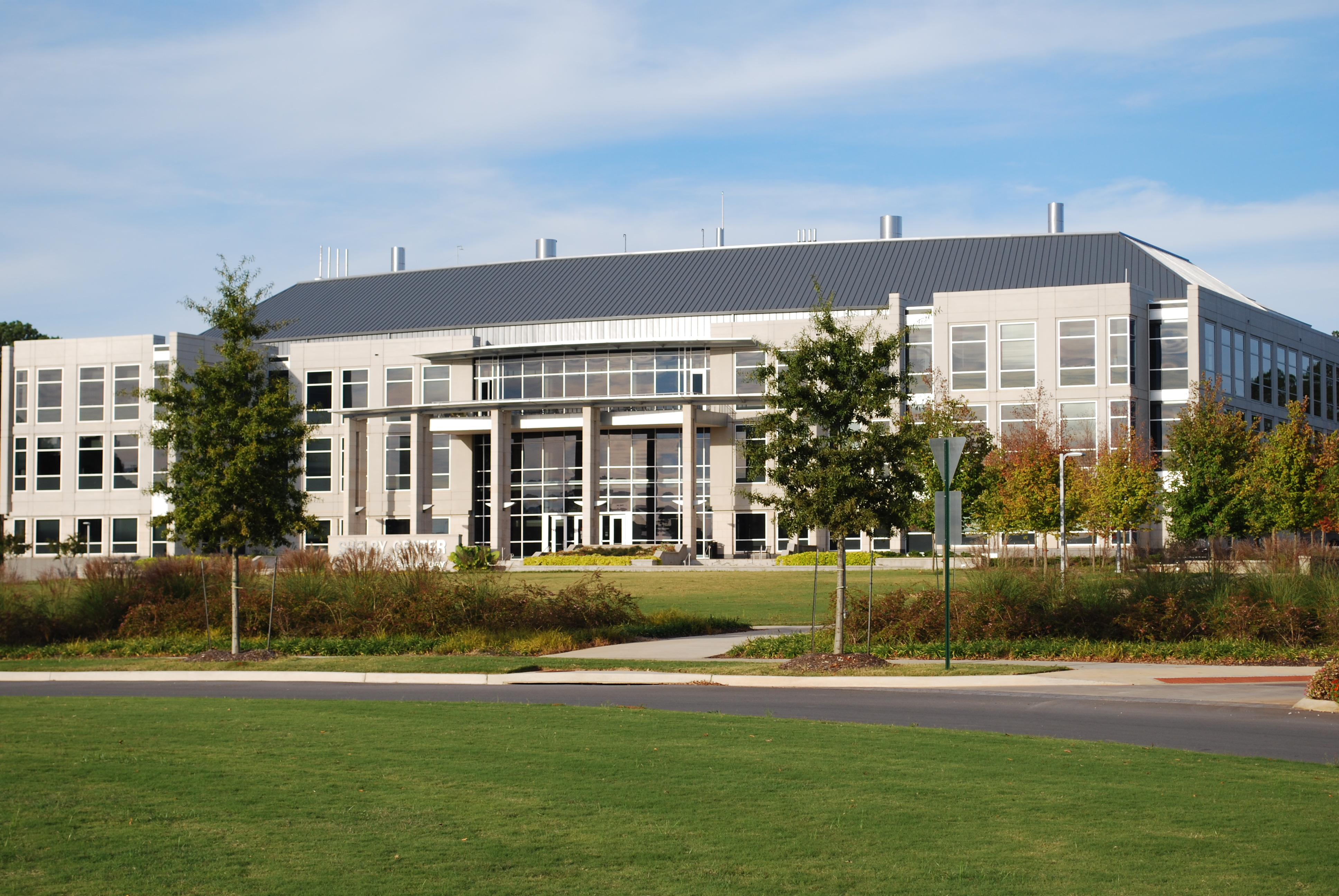
Centro Shelby de Ciencia y Tecnología de la UAH.

La Universidad de Alabama en Huntsville (también conocida como UAH) está ubicada en Huntsville, Alabama y fue fundada en 1950. La UAH está acreditada por la Asociación de Colegios y Escuelas del Sur para otorgar títulos de licenciatura, maestría y doctorado. Esta universidad está organizada en cinco facultades: negocios, ingeniería, artes liberales, enfermería y ciencias.
La UAH es conocida por sus programas en ingeniería y ciencias físicas, como la geofísica (la magnetosfera de la Tierra) y la física del espacio interplanetario. La UAH es una universidad Space Grant y tiene un historial de cooperación tanto con la Administración Nacional de Aeronáutica y el Espacio (Ver: Centro Marshall de Vuelos Espaciales) como con el Comando de Misiles y Aviación del Ejército de EE. UU. El Centro Nacional de Ciencia y Tecnología Espacial se encuentra en el campus de la UAH.

## Gobernancia
El Patronato ejecuta sus responsabilidades de gobierno a través de un rector, que actúa como director ejecutivo del Sistema. Un presidente dirige cada campus con responsabilidad por la administración del campus y reporta directamente al Canciller y, a través del Canciller, a la Junta Directiva. La Junta Directiva y el Canciller delegan ciertas funciones administrativas y mantienen las oficinas que se consideran apropiadas para satisfacer las necesidades administrativas del Sistema. El Canciller también proporciona vínculos entre el Sistema y varios componentes de los gobiernos estatales y federales, así como otros grupos y organizaciones educativos.

### Junta directiva
La Junta Directiva de la Universidad de Alabama es una junta autoproclamada compuesta por 15 miembros electos y un miembro ex officio. La composición de la junta está dictada por la Constitución del Estado de Alabama, que requiere que la junta esté compuesta por tres miembros del distrito del Congreso que contiene el campus de Tuscaloosa y dos miembros de todos los demás distritos del Congreso de Alabama. El Gobernador de Alabama es miembro de la junta en virtud del cargo. Los miembros electos de la junta son nominados por la junta y confirmados por el Senado del estado de Alabama. Los miembros de la junta pueden ejercer tres mandatos consecutivos de seis años.